# Баван
Бава́н (фр. Bavent) — коммуна во Франции, находится в регионе Нижняя Нормандия. Департамент коммуны — Кальвадос. Входит в состав кантона Кабур. Округ коммуны — Кан.
Код INSEE коммуны — 14046.

## Население
Население коммуны на 2010 год составляло 1734 человека.
| 1962 | 1968 | 1975 | 1982 | 1990 | 1999 | 2010 |
| ---- | ---- | ---- | ---- | ---- | ---- | ---- |
| 905  | 984  | 993  | 914  | 1606 | 1723 | 1734 |

## Экономика
В 2010 году среди 1124 человек трудоспособного возраста (15—64 лет) 868 были экономически активными, 256 — неактивными (показатель активности — 77,2 %, в 1999 году было 72,2 %). Из 868 активных жителей работали 790 человек (410 мужчин и 380 женщин), безработных было 78 (45 мужчин и 33 женщины). Среди 256 неактивных 88 человек были учениками или студентами, 103 — пенсионерами, 65 были неактивными по другим причинам.